# Ухсай Яків Гаврилович
Ухсай Яків Гаврилович (чув. Ухсай Яккăвĕ, нар. 3 (26) листопада 1911, Слакбаш, Уфимська губернія, Російська імперія — пом. 7 липня 1986, Чебоксари, РРФСР) — радянський чуваський поет і письменник, драматург, перекладач, публіцист, член Спілки письменників СРСР (1938). Народний поет Чуваської АРСР (1950). Член ВКП (б) з 1943 року.
Початкову освіту отримав в Біжбулякській школі селянської молоді, потім, в 1930—1933 роках, навчався на літературному факультеті МГУ імені М. В. Ломоносова. Працював кореспондентом московської газети «Комунар», що виходила чуваською мовою.
У 1934—1936 роках поперемінно жив то в Башкирії, то в Чебоксарах і крім власної творчості займався пошуками невідомих робіт Костянтина Іванова, якому доводився троюрідним братом. У грудні 1936 року Ухсай вирішив влаштуватися в Чебоксарах.
У 1937 році Ухсая стали звинувачувати в тому, що він пов'язаний з «ворогами народу». Він разом з Хузангаєм, Талвіром і Чулгасем був публічно зарахований до «охвістя» чуваського націоналіста Метри Юмана.
У 1946—1948 роках Ухсай працював редактором альманаху «Таван Атал». У 1948 році став професійний літератором.
У 1950 році Ухсаю було присвоєно звання народного поета Чувашії.
Крім літературної діяльності, Ухсай вів активну природоохоронну роботу. На сторінках республіканської преси він неодноразово піднімав питання захисту лісів від бездумних вирубок, збереження річок та озер, а також боротьби з ярами. Працюючи над питаннями екології Ухсай подружився з Аркадієм Айдаком, головою великого колгоспу «Ленінська іскра» з Ядринського району, який зумів налагодити ефективну боротьбу з ерозією грунтів..